# 東伊里弥
東 伊里弥（あずま いりや、1963年1月19日 - ）は、日本のアニメプロデューサー。1986年に東映動画（現・東映アニメーション）へ入社。東京都出身。妻は声優の上村典子。

## 携わった作品
- 劇場版AIR（プロデュース）
- きんぎょ注意報! (プロデュース)
- 哲也-雀聖と呼ばれた男（勝負師伝説 哲也）（プロデュース）
- 劇場版キャンディ♡キャンディ（企画）
- 美少女戦士セーラームーンシリーズ
  - 美少女戦士セーラームーン
  - メイクアップ!セーラー戦士 （企画）
  - 劇場版美少女戦士セーラームーンR （企画）
  - 劇場版美少女戦士セーラームーンS（企画）
- 神風怪盗ジャンヌ（企画/プロデューサー）
- アニメ週刊DX!みいファぷー（企画） 
  - ふしぎ魔法ファンファンファーマシィー
  - こっちむいて!みい子
- キューティーハニーF（企画）
- 魁!!男塾（プロデュース）
- 魔法使いサリー （企画）
- ビックリマン（企画補佐）
  - 新ビックリマン （プロデューサー補）
- もーれつア太郎（プロデューサー）
- デジモンアドベンチャー tri.（チーフプロデューサー）